# 納多海崖
84°4′S 175°9′E / 84.067°S 175.150°E
納多海崖（英語：Nadeau Bluff），是南極洲的海崖，位於杜費克海岸，處於焦溫科山麓冰川西南面，由美國南極名稱諮詢委員會命名，現時由南極條約體系管理。